# Ludwig-Erhard-Stiftung
Die Ludwig-Erhard-Stiftung ist ein 1967 durch Altbundeskanzler Ludwig Erhard in Bonn gegründeter Verein.
Der Verein will durch Publikationen, Vorträge und Veranstaltungen der Fortentwicklung und Stärkung ihre Auslegung einer „Sozialen Marktwirtschaft“ dienen. Sie hat nach ihrer Satzung die Aufgabe, „freiheitliche Grundsätze in Politik und Wirtschaft durch staatsbürgerliche Erziehungs- und Bildungsarbeit im In- und Ausland sowie durch wissenschaftliche Tätigkeit auf dem Gebiet der Wirtschaft und Ordnungspolitik“ zu fördern. Der Verein dient somit der Verbreitung bestimmter wirtschaftspolitischer Ansätze und Ideen.
Das Leitbild der Ludwig-Erhard-Stiftung lautet „Freiheit und Verantwortung als Fundament einer Wirtschafts- und Gesellschaftsordnung für den mündigen Bürger“.
Ein wissenschaftliches Dokumentationszentrum über Ludwig Erhard, sein Leben und Wirken ermöglicht der zeitgeschichtlichen Erhard-Forschung den Zugang zu wichtigen Quellen.
Der Etat wird laut Vereinssatzung aus dem Stiftungsvermögen, durch freiwillige Beiträge, Spenden und öffentliche Fördermittel finanziert, sie publiziert jedoch nicht den jährlich aufzustellenden Jahresabschluss und Geschäftsbericht.
Seit 2022 betreibt die Stiftung das Ludwig-Erhard-Forum für Wirtschaft und Gesellschaft in Berlin, das von Stefan Kolev geleitet wird.
Die Ludwig-Erhard-Stiftung ist steuerrechtlich als gemeinnützig anerkannt.

## Struktur

### Vorstand
die Mitglieder des Vorstands sind:
Vorstandsvorsitzender
- Roland Koch

Stellvertretende Vorsitzende
- Ulrich Blum
- Godelieve Quisthoudt-Rowohl
- Sarna Röser
- Joachim Seeler
- Linda Teuteberg

Schatzmeister
- Nicolaus Heinen

### Geschäftsführer
- Patrick Opdenhövel[5]

### Mitglieder
Stand: 2020
Die Anzahl der Mitglieder ist laut Vereinssatzung auf 90 begrenzt, Ehrenmitglieder ausgenommen.
- Patrick Adenauer
- Burkhard Balz
- Thomas Birtel
- Ulrich Blum (stellvertretender Vorsitzender)
- Klaus Bünger
- Wilhelm Bürklin
- Georg Fahrenschon
- Lars P. Feld
- Gerhard Fels
- Otto Fricke
- Heike Göbel
- Hansjörg Häfele
- Justus Haucap
- Nicolaus Heinen (Schatzmeister)
- Ursula Heinen-Esser
- Bernhard Heitzer
- Thomas Hertz
- Klaus Hieckmann
- Walter Hirche
- Michael Hirz
- Werner Hoyer
- Detlef Hübner
- Michael Hüther
- Otmar Issing
- Paul Kirchhof
- Wolfgang Klenner
- Ulrich Klotz
- Rainer Klump
- Roland Koch (Vorsitzender)
- Renate Köcher
- Michael Krons
- Evi Kurz
- Werner Langen
- Carsten Linnemann (Mitgliedschaft ruhend)[8]
- Thomas Mayer
- Edgar Meister
- Friedrich Merz
- Oswald Metzger
- Georg Milbradt
- Siegmar Mosdorf
- Andreas Mundt
- Wolfgang Ockenfels
- Jens Odewald
- Hans-Joachim Otto
- Rüdiger Pohl
- Detlef W. Prinz
- Godelieve Quisthoudt-Rowohl (stellv. Vorsitzende)
- Katherina Reiche
- Martin Rhonheimer
- Randolf Rodenstock
- Sarna Röser (stellv. Vorsitzende)
- Jochen Ruetz
- Frank Schäffler
- Klaus-Dieter Scheurle
- Franz Schoser
- Wolfgang Schuster
- Joachim Seeler (stellv. Vorsitzender)
- Dorothea Siems
- Jens Spahn (Mitgliedschaft ruhend)[8]
- Joachim Starbatty
- Bettina Stark-Watzinger
- Holger Steltzner
- Alexander Tesche
- Linda Teuteberg (stellv. Vorsitzende)
- Theresia Theurl
- Bernd Thiemann
- Roland Tichy (ehemaliger Vorsitzender)[9]
- Ralf B. Wehrspohn
- Ursula Weidenfeld
- Jens Weidmann
- Karl von Wogau
- Michael Wohlgemuth

## Kontroversen
Im Jahre 2018 lehnte Friedrich Merz den von der Stiftung verliehenen Ludwig-Erhard-Preis ab. Er begründete dies mit den publizistischen Aktivitäten des Vorstandsvorsitzenden der Stiftung, Roland Tichy. Kritiker werfen Tichys Onlinemagazin Tichys Einblick vor, es schreibe rechtspopulistisch. Vier Mitglieder der Jury, Rainer Hank, Ulric Papendick, Nikolaus Piper und Ursula Weidenfeld, nahmen den Vorfall zum Anlass, zurückzutreten. Sie warfen Tichy vor, er mache die Stiftung zu einer „Reputationsmaschine“ für seine publizistischen Tätigkeiten. Ebenso kritisierten sie, dass der stellvertretende Vorsitzende Oswald Metzger Büroleiter bei Tichy geworden sei. Andere Jurymitglieder, Thomas Mayer und Frank Schäffler, sprachen sich für Tichy aus. Schäffler sah eher „innerhalb des Liberalismus ein Zerwürfnis zwischen den Anhängern des Merkel-Kurses und dessen Gegnern, sei es bei der Euro-Rettung und nun beim Migrationsstreit“.
Am 23. September 2020 verließ Dorothee Bär die Stiftung aus Protest gegen den Vorsitzenden Roland Tichy, dessen Zeitschrift Tichys Einblick einen sexistischen Text über die Berliner Staatssekretärin Sawsan Chebli veröffentlicht hatte. Bär erklärte, sie könne die Stiftung nicht weiter unterstützen, solange „die Stiftung einen Vorsitzenden hat, unter dessen Federführung solche Texte veröffentlicht werden“.
Im Anschluss kündigten Bundesgesundheitsminister Jens Spahn und der stellvertretende Vorsitzende der CDU/CSU-Bundestagsfraktion Carsten Linnemann an, ihre Mitgliedschaft bis auf weiteres ruhen zu lassen. Einen Tag später gab Tichy bekannt, sich Ende Oktober nicht mehr der Wiederwahl zu stellen. Stiftungs-Mitglied Jens Weidmann hatte in einem Schreiben an die anderen Mitglieder der Stiftung starke Kritik an Tichy geäußert und begrüßte den Rücktritt Tichys, dessen Rolle als Herausgeber sich nicht mit seiner Rolle als Vorsitzender der Stiftung vertrage. Im November 2020 wurde ein neuer Vorstand mit Roland Koch als Vorsitzendem gewählt, dessen Wahl Tichy ausdrücklich begrüßte.

## Publikationen
Folgende Publikationen sind bisher erschienen bzw. erscheinen als Periodika:
- Periodikum Im Klartext. Informationen zur Sozialen Marktwirtschaft, monatlich erscheinender Infobrief für junge Erwachsene
- Periodikum Orientierungen zur Wirtschafts- und Gesellschaftspolitik, Vierteljahreszeitschrift mit ordnungspolitischen und zeitgeschichtlichen Beiträgen
- Schriftenreihe Zukunft der Sozialen Marktwirtschaft, bisher 8 Monographien zu ordnungspolitischen Themen
- Buchreihe Grundtexte zur Sozialen Marktwirtschaft, bisher 3 Bände
- Festschrift 100 Jahre Ludwig Erhard
- Schriftenreihe Symposien, bisher 45 Monographien zu marktwirtschaftlichen Themen

## Ludwig-Erhard-Medaille für Verdienste um die Soziale Marktwirtschaft
Die seit 1976 vergebene Ludwig-Erhard-Medaille für Verdienste um die Soziale Marktwirtschaft der Ludwig-Erhard-Stiftung e. V. „soll Männern und Frauen verliehen werden, die sich durch beispielhafte Leistungen für das Gesamtwohl und den Bestand und die Fortentwicklung der Sozialen Marktwirtschaft und der sie tragenden Prinzipien besonders verdient gemacht haben.“

## Ludwig-Erhard-Preis für Wirtschaftspublizistik
Der der seit 1977 vergebene Ludwig-Erhard-Preis für Wirtschaftspublizistik der Ludwig-Erhard-Stiftung e. V. wird als Hauptpreis und seit 1991 auch als Förderpreis verliehen, um „Informationen und Diskussionen über die Soziale Marktwirtschaft zu fördern“. Der Förderpreis ist ein Nachwuchswettbewerb und wird an Journalisten, Wissenschaftler und Angehörige anderer Berufe vergeben, die jünger als 35 Jahre sind.

## Sonstige Förderungen
Die Ludwig-Erhard-Stiftung ist zudem Mitglied der Initiative Ludwig-Erhard-Preis, die den Ludwig-Erhard-Preis verleiht, eine „Auszeichnung für Spitzenleistungen im Wettbewerb“ an „Unternehmer und Institutionen […], die sich ihre Spitzenposition im internationalen Wettbewerb nicht allein durch technische und wirtschaftliche Entscheidungen, sondern vor allem durch systematische Kundenorientierung und ein partnerschaftliches Betriebsklima erworben haben“.
Des Weiteren unterstützt die Ludwig-Erhard-Stiftung den Fürther Ludwig-Erhard-Preis, der Promotionsarbeiten auszeichnet, „in denen die Faktoren Innovation, Praxisnähe, Realisierbarkeit, wirtschaftlicher Nutzen und die Auswirkungen auf die Menschen in unserer Gesellschaft berücksichtigt sind“ und die die Grundgedanken der Sozialen Marktwirtschaft im Sinne Ludwig Erhards weiterführen. „Darüber hinaus handelt es sich bei der Institution um eine operative Stiftung, die Drittprojekte nur in ganz seltenen Fällen fördert. Die Vergabe von Stipendien ist ebenfalls nicht möglich.“